# Neuffen
Neuffen város Németországban, Baden-Württemberg tartományban fekszik. Lakossága 6070 fő. Neuffen Beuren, Frickenhausen és Erkenbrechtsweiler községekkel határos.

## Népesség
| Lakosok száma | 4786 | 6085 | 6343 | 6299 | 6251 | 6322 | 6396 |
|               | 1975 | 2014 | 2017 | 2019 | 2021 | 2022 | 2023 |